# Orijivka
Orikhivka  (ucraniano: Оріхівка) es una localidad del Raión de Bolhrad en el Óblast de Odesa de Ucrania. Según el censo de 2024, tiene una población de 1784 habitantes.